# Cazalilla
Cazalilla é um município da Espanha na província de Jaén, comunidade autónoma da Andaluzia, de área 46,63 km² com população de 840 habitantes (2007) e densidade populacional de 17,62 hab/km².

## Demografia
| Variação demográfica do município entre 1991 e 2004 | Variação demográfica do município entre 1991 e 2004 | Variação demográfica do município entre 1991 e 2004 | Variação demográfica do município entre 1991 e 2004 |
| --------------------------------------------------- | --------------------------------------------------- | --------------------------------------------------- | --------------------------------------------------- |
| 1991                                                | 1996                                                | 2001                                                | 2004                                                |
| 883                                                 | 867                                                 | 801                                                 | 819                                                 |